# Державний кордон Нікарагуа

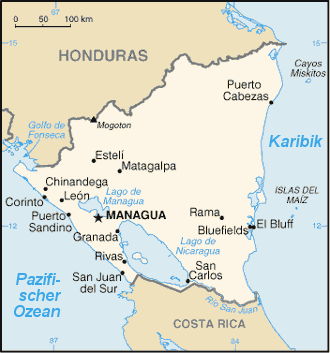
Карта Нікарагуа

Державний кордон Нікарагуа — державний кордон, лінія на поверхні Землі та вертикальна поверхня, що проходить по цій лінії, що визначають межі державного суверенітету Нікарагуа над власними територією, водами, природними ресурсами в них і повітряним простором над ними.

## Сухопутний кордон
Загальна довжина кордону — 1253 км. Нікарагуа межує з 2 державами. Уся територія країни суцільна, тобто анклавів чи ексклавів не існує.
Ділянки державного кордону
| Держава    | Ділянка | Довжина (км) | Прикордонні регіони | Примітки |
| ---------- | ------- | ------------ | ------------------- | -------- |
| Коста-Рика | південь | 313          |                     |          |
| Гондурас   | північ  | 940          |                     |          |

## Морські кордони
Нікарагуа на заході омивається водами Тихого океану, на сході — Карибського моря Атлантичного океану. Загальна довжина морського узбережжя 910 км. Згідно з Конвенцією Організації Об'єднаних Націй з морського права (UNCLOS) 1982 року, протяжність територіальних вод країни встановлено в 12 морських миль (22,2 км). Прилегла зона, що примикає до територіальних вод, в якій держава може здійснювати контроль, необхідний для запобігання порушень митних, фіскальних, імміграційних або санітарних законів, простягається на 24 морські милі (44,4 км) від узбережжя (стаття 33). Континентальний шельф — до природних меж.